# خواكيم دي ألميدا
خواكيم دي ألميدا (بالبرتغالية: Joaquim de Almeida‏) مواليد 15 مارس 1957 في لشبونة، هو ممثل برتغالي بدأ مسيرته الفنية عام 1982. كما أنه من الفائزين بجائزة غولدن غلوب.

## وصلات خارجية
- خواكيم دي ألميدا على موقع IMDb (الإنجليزية)
- خواكيم دي ألميدا على موقع الموسوعة البريطانية (الإنجليزية)
- خواكيم دي ألميدا على موقع قاعدة بيانات الأفلام العربية
- خواكيم دي ألميدا على موقع ألو سيني (الفرنسية)
- خواكيم دي ألميدا على موقع أول موفي (الإنجليزية)
- خواكيم دي ألميدا على موقع قاعدة بيانات الأفلام السويدية (السويدية)
- خواكيم دي ألميدا على موقع إن إن دي بي (الإنجليزية)
- خواكيم دي ألميدا على موقع ديسكوغز (الإنجليزية)
- خواكيم دي ألميدا على موقع قاعدة بيانات الفيلم (الإنجليزية)
- خواكيم دي ألميدا على موقع كينوبويسك (الروسية)